# 松本ひでおのショウアップナイターストライク!
松本ひでおのショウアップナイターストライク!（まつもとひでおのショウアップナイターストライク!）は、ニッポン放送をキー局に2005年度のナイターオフ（10月から翌年3月）の毎週月曜日から金曜日に放送していたラジオ番組。

## 概要
同局で3月 - 9月に放送される「ショウアップナイター」の時間帯に、プロ野球のオフ期間に放送される生のワイド番組。2003年度・2004年度の「ショウアップナイターストライク」が好評だったことから、それを発展させて2005年10月3日から放送を開始した。ニュース、スポーツなどを中心にした情報バラエティなど幅広い番組内容であった。2003年度はニッポン放送プロ野球解説者（当時）の田尾安志がメインパーソナリティを務めたが、東北楽天ゴールデンイーグルスの監督に就任が決まり（2005年度のみ）、2005年度より田尾がレギュラーから降板し、松本秀夫の冠番組となった。また、19:00以降は、NRN系列で全国ネットされている。（ただし、STVラジオ、東海ラジオ、毎日放送、九州朝日放送の番組ネットはなく、CMのみのネット）
2006年3月30日で終了した。なお、2006年度も、松本秀夫の冠番組は続くが、「松本ひでおのショウアップナイターネクスト」に改題した。

## パーソナリティ
- メインパーソナリティ…松本秀夫 － ニッポン放送スポーツ部アナウンサー（当時。現在はフリーアナウンサー）
- アシスタント：新保友映 － 当時ニッポン放送アナウンサー

### 準レギュラーパーソナリティ
- 田尾安志（聴取率調査週間）
- 板東英二（月1回）
- 清水満（産経新聞･フジサンケイ ビジネスアイ編集委員。毎週火曜日）

## 放送時間
- 毎週月曜日 - 金曜日　17:30 - 19:57
- 関東地区での放送期間は2005年10月3日 - 2006年3月30日

### ネット局
☆の局は、2006年3月31日も放送。
19:00 - 19:57
青森放送☆／秋田放送☆／IBC岩手放送（火 - 金）☆／山形放送／東北放送／ラジオ福島／茨城放送☆／栃木放送／新潟放送／信越放送（月 - 木）／山梨放送／北日本放送／北陸放送／福井放送／静岡放送（火 - 金）／和歌山放送☆／山陰放送☆／山陽放送☆／中国放送／山口放送／四国放送（火 - 金）／西日本放送／南海放送／高知放送／長崎放送／大分放送☆／熊本放送☆／宮崎放送☆／南日本放送／ラジオ沖縄☆
19:00 - 19:29
信越放送（金）／KBS京都☆

## タイムテーブル
- 17:30　今日の聞き所ストライク3球勝負!・オープニング
- 17:34　スクープ1番乗り
- 17:40　飛び出せ街かど天気予報 （月 - 木：廣田みゆき 金：山口良子）
- 17:44　夕焼け応援団 一人しりとり脳みそQ（リポーター：福田記子）
- 17:56　5-56天気予報
- 18:00　ニッポン放送ニュース
- 18:12　CHALLENGE BEAT
- 18:15　スポーツ一本釣り!
- 18:21　今日の特集
- 18:31　ニッポン放送交通情報
- 18:33　小島奈津子のおかえりなさい
- 18:38　街角ショウアップ
- 18:45　ほろよいイブニングトーク
- 18:52　ストライク天気予報
- 18:54　ニッポン放送交通情報
- 18:56　ストライク調査隊 途中経過（木曜・金曜のみ 週末まる特インフォメーション）
- 19:00　全国放送オープニング
- 19:02　ニッポン放送ニュース（解説：報道部・森田耕次or遠藤竜也）
- 19:12　ニッポン全国寄り道マップ
  - ニッポン全国寄り道ニュース
  - 情報満タン穴場ガイド
- 19:23　羽佐間正雄のここだけの話
- 19:28　メール紹介（信越放送(金のみ)・KBS京都はこのコーナーで終了）
- 19:30　男はつらいよ!いつまでも（テーマソング：森雄二とサザンクロス「足手まとい」）
- 19:40 - 19:50（箱番組）
  - 月曜日　松井秀喜 ワールドチャンピオンへの道（パーソナリティ:松井秀喜(ニューヨーク・ヤンキース)・師岡正雄）
  - 火曜日　暮らしとお金の一口メモ
  - 水曜日　松本ひでおの釣りバカ日記
  - 木曜日　松本ひでおのフォークソング図鑑→「ディープ・パープリン」再結成への道　　　
  - 金曜日　加トちゃんのスーパー黄金伝説（加藤茶）
- 19:50　ストライク調査隊 結果発表
- 19:53　ニッポン放送交通情報（ニッポン放送のみ）
- 19:55　エンディングトーク（ネット局はここで終了）
- 19:57　元気ビジネスショウアップ（P・山本剛士、ニッポン放送のみ）

## 主なコーナーの内容
ショウアップナイターストライク! おまけのコーナーは
2005年10月3日から11月11日の間、関東地区のみ、本編の松本ひでおのショウアップナイターストライク!の番組終了後のCMの後、19:58から19:59:59までの1分間放送されていたラジオ番組。パーソナリティは本編と同じく、松本ひでお（ニッポン放送スポーツ部アナウンサー）と新保友映（ニッポン放送アナウンサー）。この後のこの時間は「山本元気のビジネスショウアップ！」となった。

## 番組主題歌
- 「PIECES OF DREAM」ケミストリー
- 「抱きしめたい」Mr.Children
- 「Yes-No」オフコース
- 「LADY」少年隊
- 「彼女の恋人」槙原敬之
- 「永遠にともに」コブクロ
- 「太陽と喉の中で」CHAGE and ASKA

## スペシャルウィークなど
- 2005年10月18日（火曜） - 10月21日（金曜）「田尾安志と松本ひでおのショウアップナイターストライク!」放送。この時放送時間は17：30 - 19：00までで、ニッポン放送のみ放送。それ以外の地域では、いつもの時間通り（一部地域では20：50まで）に放送。飯田浩司・山本元気が代役を務めた。
- 2005年12月12日（月曜）は、「板東英二と田尾安志のショウアップナイターストライク!」として、12月13日（火曜） - 12月16日（金曜）は、「田尾安志と松本ひでおのショウアップナイターストライク!」として放送。この時放送時間は17：30 - 19：00までで、ニッポン放送のみ放送。それ以外の地域では、いつもの時間通り（一部地域では20：50まで）に放送。12月12日（月曜）と12月16日（金曜）は煙山光紀、12月13日（火曜）はうえやなぎまさひこ、12月14日（水曜）は経済アナリスト森永卓郎、12月15日（木曜）は川渕三郎がそれぞれ代役を務めた。
- 2006年2月20日（月曜）は、「王ジャパン密着ウィーク 板東英二と松本ひでおのショウアップナイターストライク in 福岡」として、2月21日（火曜） - 2月23日（木曜）は、「王ジャパン密着ウィーク 田尾安志と松本ひでおのショウアップナイターストライク in 福岡」として放送。この時放送時間は17：30 - 19：00までで、ニッポン放送のみ放送。それ以外の地域では、いつもの時間通り（一部地域では20：50まで）に放送。2月20日（月曜）と2月24日（金曜）は飯田浩司、2月21日（火曜）は山本麻祐子、2月22日（水曜）は師岡正雄、2月23日（木曜）川野良子が担当した。なお、各日とも19：30からは、新保友映がアシスタントとして加わった。
- 2006年3月30日の関東地区最終回のエンディングではパーソナリティの松本とアシスタントの新保の2人がニッポン放送正面玄関前で歌を歌った。また、翌3月31日は前述の12局に向けて19:00以降を裏送りした。